# Округ Кадо (Оклахома)
Кадо (енгл. Caddo County) је округ у америчкој савезној држави Оклахома.

## Демографија
По попису из 2010. године број становника је 29.600, што је 550 (-1,8%) становника мање него 2000. године.
| Група             | 2000.          | 2010.          |
| Белци             | 19.314 (64,1%) | 17.618 (59,5%) |
| Афроамериканци    | 881 (2,9%)     | 820 (2,8%)     |
| Азијати           | 52 (0,2%)      | 72 (0,2%)      |
| Хиспаноамериканци | 1.894 (6,3%)   | 2.995 (10,1%)  |
| Укупно            | 30.150         | 29.600         |